# Горушка (Лужский район)
Горушка — деревня в Заклинском сельском поселении Лужского района Ленинградской области.

## История
Деревня Горушка обозначена на карте Санкт-Петербургской губернии 1792 года А. М. Вильбрехта.
Под названием Горушки она упоминается на карте Санкт-Петербургской губернии Ф. Ф. Шуберта 1834 года.

ГОРУШКА — деревня принадлежит: чиновнику 4-го класса Игнатьеву, число жителей по ревизии: 14 м. п., 12 ж. п.

поручику Ивану Стогову, число жителей по ревизии: 8 м. п., 10 ж. п. (1838 год)

В первой половине XIX века в деревне была возведена деревянная часовня во имя Святой Троицы.
Как деревня Горушки она отмечена на карте профессора С. С. Куторги 1852 года.

ГОРУШКА — деревня господина Лазаревича, по просёлочной дороге, число дворов — 6, число душ — 18 м. п. (1856 год)

ГОРУШКИ — деревня владельческая при колодцах, число дворов — 7, число жителей: 24 м. п., 33 ж. п.; Часовня православная. (1862 год)

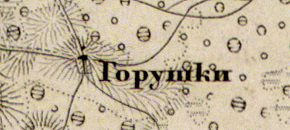
Деревня Горушка на карте 1863 года

Согласно карте из «Исторического атласа Санкт-Петербургской Губернии» 1863 года, деревня называлась Горушки.
В 1870 году временнообязанные крестьяне деревни выкупили свои земельные наделы у Зеленской и стали собственниками земли.
В 1871—1872 годах временнообязанные крестьяне выкупили свои земельные наделы у С. А. Лазаревой-Станищевой.
В 1875—1876 годах крестьяне выкупили земельные наделы у Е. Н. Лазаревича.
В XIX — начале XX века деревня административно относилась к Перечицкой волости 1-го земского участка 1-го стана Лужского уезда Санкт-Петербургской губернии.
По данным «Памятной книжки Санкт-Петербургской губернии» за 1905 год, деревня Горушка входила в Изорское сельское общество.
По данным 1933 года деревня Горушка входила в состав Бетковского сельсовета Лужского района.
По данным 1966 года деревня Горушка также входила в состав Бетковского сельсовета.
По данным 1973 и 1990 годов деревня Горушка входила в состав Каменского сельсовета.
В 1997 году в деревне Горушка Каменской волости проживали 17 человек, в 2002 году — 23 человека (русские — 91 %).
В 2007 году в деревне Горушка Заклинского СП проживали 19 человек.

## География
Деревня расположена в юго-восточной части района к югу от автодороги 41А-004 (Павлово — Мга — Луга).
Расстояние до административного центра поселения — 19 км.
Расстояние до ближайшей железнодорожной станции Луга — 19 км.

## Демография
| 1838 | 1862 | 1997 | 2007 | 2010 | 2017 |
| ---- | ---- | ---- | ---- | ---- | ---- |
| 44   | ↗57  | ↘17  | ↗19  | ↘11  | →11  |

## Достопримечательности
- Древний могильник в урочище Старый Хутор[5]

## Улицы
Новая, Новгородская, Центральная.